# نادية صقر
نادية صقر (19 ديسمبر 1957 -)، مذيعة كويتية. بدأت مسيرتها كمذيعة في إذاعة الكويت عام 1987، ومن ثم في تلفزيون الكويت واشتهرت وذاع صيتها بعد إسناد تقديم برنامج «تناتيف» لها في عام 1996، ومع افتتاح قناة الوطن عام 2007 بدأت بتقديم برنامج «تو الليل» مع الفنان محمد المنصور وبعام 2010 ارتدت الحجاب، غابت لفترة لكنها عادت لتقديم البرامج من خلال قناة سكوب، وكانت تظهر بين فترة وأخرى فيها إلى حين إغلاق القناة بعام 2022.

## من البرامج التي قدمتها
- دعوة للجميع - برنامج إذاعي.
- آبار النفط.
- تناتيف.
- فلاش.
- إسهر معانا.
- رائد من بلادي.
- سهرة مع فرقة التلفزيون.
- ستار.
- ليل ونجوم - برنامج إذاعي.
- تو الليل.
- وطني الكويت - برنامج إذاعي.
- استراحة الصيف - برنامج إذاعي.